# Loi normale rectifiée
En théorie des probabilités et en statistique, la loi normale rectifiée est une modification de la loi normale lorsque ses valeurs négatives sont « remises à » 0. C'est une loi mixte issue d'un mélange entre une loi de probabilité discrète (mesure de Dirac en 0) et une loi de probabilité à densité (loi normale tronquée sur {\displaystyle \scriptstyle ]0,\infty [}).
Une variable aléatoire qui suit une loi normale rectifiée est notée : {\displaystyle X\sim {\mathcal {N}}^{\textrm {R}}(\mu ,\sigma ^{2})}.

## Densité de probabilité
La densité de probabilité d'une loi normale rectifiée est donnée par

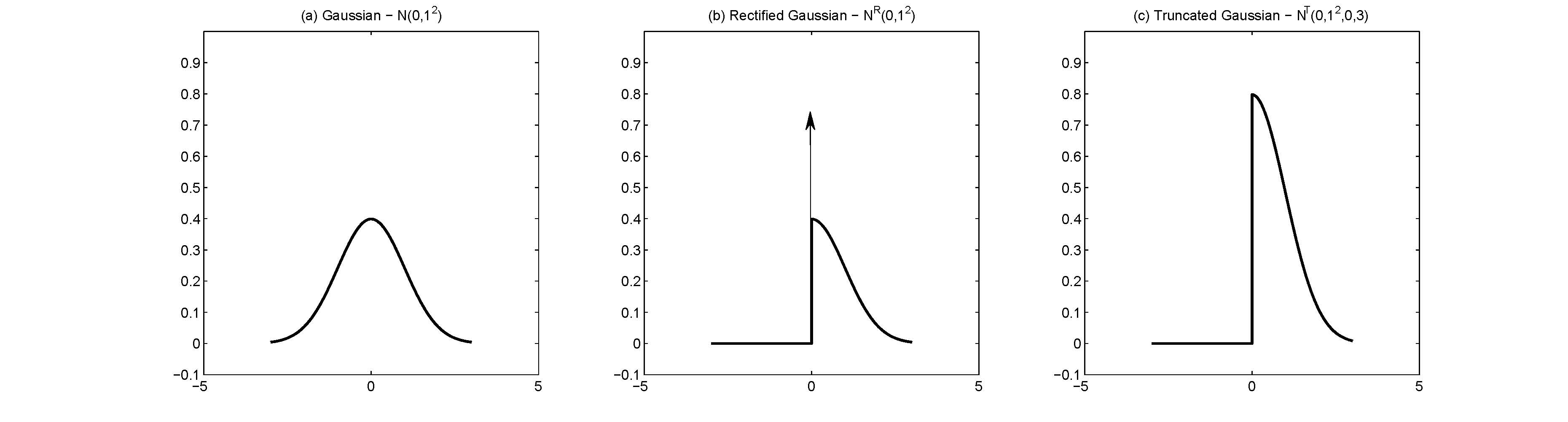
Comparaison d'une loi normale, d'une loi normale rectifiée et d'une loi normale tronquée.

{\displaystyle f(x;\mu ,\sigma ^{2})=\Phi (-{\frac {\mu }{\sigma }})\delta (x)+{\frac {1}{\sqrt {2\pi \sigma ^{2}}}}\;\mathrm {e} ^{-{\frac {(x-\mu )^{2}}{2\sigma ^{2}}}}{\textrm {U}}(x).}
Ici, {\displaystyle \Phi } est la fonction de répartition de la loi normale :
{\displaystyle \Phi (x)={\frac {1}{\sqrt {2\pi }}}\int _{-\infty }^{x}\mathrm {e} ^{-t^{2}/2}\,\mathrm {d} t\quad x\in \mathbb {R} ,}
{\displaystyle \delta } est la distribution de Dirac :
{\displaystyle \delta (x)={\begin{cases}\infty ,&x=0\\0,&x\neq 0\end{cases}}}
et, {\displaystyle {\textrm {U}}} est la fonction de Heaviside:
{\displaystyle {\textrm {U}}(x)={\begin{cases}0,&x\leq 0,\\1,&x>0.\end{cases}}}

## Forme alternative
Une alternative simple est de considérer le cas où
{\displaystyle S\sim {\mathcal {N}}(\mu ,\sigma ^{2}),X=\max(0,S),}
alors,
{\displaystyle X\sim {\mathcal {N}}^{\textrm {R}}(\mu ,\sigma ^{2})}